# LibreOffice Writer
LibreOffice Writer je svobodný a otevřený textový procesor z balíku LibreOffice. Je k dispozici pro různé počítačové platformy, včetně Microsoft Windows, macOS a Linux (včetně prohlížeče pro Android), a také v podobě online textového procesoru v balíku LibreOffice Online; je k dispozici ve 115 jazycích. Vznikl jako alternativní větev programu OpenOffice.org Writer, když se projekt LibreOffice odtrhl i s většinou komunity od původního projektu OpenOffice.org. Jako první verze vyšla verze 3.3.
LibreOffice Writer podporuje mnoho textových formátů od méně obvyklých až po například formáty svého největšího konkurenta, MS Word (.doc, .docx). Jako nativní formát používá Open Document Format ve verzi 1.2 Extended.
K roku 2019 podporoval LibreOffice 115 jazyků, kterými hovořilo 4,69 mld. lidí, což bylo mezi kancelářskými balíky prvenství jak v počtu jazyků, tak v počtu mluvčích.